# 佐賀中部広域連合
佐賀中部広域連合（さがちゅうぶこういきれんごう）は、佐賀県佐賀市、多久市、小城市、神埼市、神埼郡吉野ヶ里町の4市1町が設立している広域連合。管轄内の人口は約35万人。

## 概要

### 事務所
- 佐賀市白山2丁目1-12 佐賀商工ビル5階

### 主な事務内容
- 介護保険に関する事務
  - 介護認定審査会の設置及び運営
  - 介護保険に係る事務
  - 介護保険制度の施行
- 障害程度区分認定審査会の設置及び運営
- ふるさと市町村圏に関する事務（佐賀市、多久市、小城市、神埼市のみ）
  - ふるさと市町村圏計画の策定
  - ふるさと市町村圏計画の実施に係る連絡調整
  - ふるさと市町村圏計画に基づく広域ソフト事業
  - 広域的な各種施設の建設等に係る調査研究
  - 地域共同処理事業の広域化に係る調査研究
  - ふるさと市町村圏の振興整備の促進
- 常備消防事務

### 組織
- 広域連合議会
  - 議員定数：20人
- 執行機関
  - 広域連合長：1人（関係市町の長から関係市町の長が投票により選挙）
  - 副広域連合長：5人（関係市町の長又は副市町長のうちから選任）
  - 会計管理者：1人（広域連合の職員から広域連合長が任命）
  - 監査委員：1人

## 常備消防事務

### 沿革
【佐賀広域消防局】
- 1996年（平成8年）2月 - 佐賀地域常備消防広域化推進検討委員会が設置され、常備消防の広域化について協議を開始
- 1998年（平成10年）3月 - 佐賀市・多久市・佐賀郡・小城地区の4消防本部を広域再編することで合意
- 1999年（平成11年）
  - 2月 - 4消防本部事務を佐賀地区広域市町村圏組合の事務とするための許可を佐賀県知事より受ける
  - 2月 - 佐賀中部広域連合を設立
- 2000年（平成12年）
  - 3月 - 佐賀市消防本部・多久市消防本部を廃止し、佐賀郡消防事務組合・小城地区消防事務組合を解散
  - 4月1日 - 佐賀地区広域市町村圏組合が消防事務を継承し、佐賀地区広域市町村圏組合佐賀広域消防局が発足。職員定数を343人とし、消防局に総務課、予防課、消防課、通信指令課を置き、5署1分署5出張所(旧佐賀市消防本部の署所を引継ぐ)を置く、通信指令装置の運用を開始。
- 2003年（平成15年）
  - 3月-南部消防署の庁舎を大規模改修した。
  - 3月31日- 佐賀地区広域市町村圏組合を解散。
  - 4月1日- 佐賀地区広域市町村圏組合を佐賀中部広域連合に統合し、佐賀中部広域連合佐賀広域消防局が発足。
- 2004年（平成16年）4月 - 小城消防署北分署を開設
- 2005年（平成17年）9月 - 北部消防署富士出張所の庁舎を新築する。
- 2006年（平成18年）
  - 3月 - 佐賀消防署東出張所と南部消防署諸富出張所を統合し、佐賀消防署東分署を新設
  - 4月 - 総務省消防庁から高度救助隊設置の指定を受ける
  - 5月 - 臨時議会において佐賀中部広域連合職員定数条例を改正、団塊世代の大量退職 に伴い、前倒し採用による対応を図る(定数外処理)
- 2007年（平成19年）
  - 4月 - 女性消防吏員初採用
- 2008年（平成20年）
  - 4月 - 再任用制度を導入する。(5人再任用)
  - 11月 - 南部消防署久保田出張所の庁舎を新築する。
- 2009年（平成21年）
  - 1月 - 佐賀消防署に高度救助隊を発足し、高度救助資器材を配置。
  - 3月 - 神埼地区消防本部が佐賀広域消防局に合併推進協議を申し入れ
  - 4月 - 北部消防署に水難救助隊を発足し、水難救助車を配置 。
  - 4月 - 小城消防署に特別救助隊を発足し、救助資器材を配置。
- 2010年（平成22年）
  - 4月 - 総務省消防庁の国際消防救助隊員に登録される(6名) 、位置情報通知システム統合型を運用を開始した。
- 2011年（平成23年）
  - 3月 - 東日本大震災の被災地に緊急消防援助隊として当局から車両6台、24人を派遣。
  - 4月 -消防救急通信指令システムを部分更新し、運用の開始した。
- 2012年（平成24年）
  - 1月 - 佐賀中部広域連合内常備消防広域化基本合意書調印式を実施した。
  - 1月 - 佐賀県知事から佐賀中部広域連合佐賀広域消防局と神埼地区消防事務組合消防本部の合併が許可される。
- 2013年（平成25年）
  - 3月31日 - 神埼地区消防事務組合を解散。
  - 4月 - 神埼地区消防事務組合消防本部を合併し、6署3分署4出張所とし、職員定数を425名とする。
  - 8月 - 北部消防署の庁舎を新築する。
- 2014年（平成26年）
  - 2月 - 佐賀消防署の別棟車庫を新築する。
  - 4月 - 消防救急デジタル無線の運用を開始した。
- 2015年（平成27年）
  - 1月 - 神埼消防署吉野ヶ里出張所を新設。
  - 2月 - 神埼消防署吉野ヶ里出張所運用開始、6署3分署5出張所となる。
  - 3月 - 小城消防署の庁舎を新築する。
- 2016年（平成28年）2月 - 南部消防署の庁舎を新築する。
- 2018年（平成30年）3月 - 神埼消防署三脊出張所の庁舎を新築する。
- 2020年（令和2年）
  - 6月 - 多久消防署多久南西出張所を新設。
  - 10月 - 多久消防署多久南西出張所運用開始、6署3分署6出張所となる。
- 2021年（令和3年）
  - 1月 - 佐賀広域消防局・佐賀消防署を新築。
  - 2月 - 佐賀広域消防局・佐賀消防署新庁舎運用開始。
  - 4月 - 高性能消防指令センター運用開始。
  - 5月 - 佐賀消防署に防災学習広場を設置し、運用開始。

【旧佐賀市消防本部】
- 1948年（昭和23年）5月 - 佐賀市消防本部・佐賀市消防署を開設
- 1957年（昭和32年）9月 - 消防本部・消防署庁舎を新築
- 1958年（昭和33年）11月 - 高木瀬派出所を開設
- 1964年（昭和39年）6月 - 救急車を配備し、救急業務を開始
- 1969年（昭和44年）2月 - 嘉瀬派出所を開設。はしご付消防車を配備。
- 1971年（昭和46年）
  - 3月 - 兵庫出張所を開設し、高木瀬派出所を廃止
  - 12月 - 化学消防車を配備
- 1972年（昭和47年）1月 - 北川副出張所を開設
- 1980年（昭和55年）7月 - 消防本部・消防署庁舎を現在地に新築し移転。旧消防本部・消防署庁舎に中央出張所を開設。兵庫出張所を廃止。
- 1982年（昭和57年）2月 - 救助工作車を配備
- 1983年（昭和58年）4月 - 西出張所を開設し、嘉瀬出張所を廃止
- 1985年（昭和60年）4月 - 北川副出張所を東出張所に改称
- 1991年（平成3年）4月 - 西出張所を西分署に改称
- 1993年（平成5年）
  - 3月 - 初の高規格救急車を配備
  - 5月 - 救急救命士が業務を開始
- 2000年（平成12年）
  - 3月 - 佐賀市消防本部・多久市消防本部を廃止し、佐賀郡消防事務組合・小城地区消防事務組合を解散
  - 4月 - 佐賀地区広域市町村圏組合が消防事務を継承し、佐賀地区広域市町村圏組合佐賀広域消防局が発足

【旧多久市消防本部】

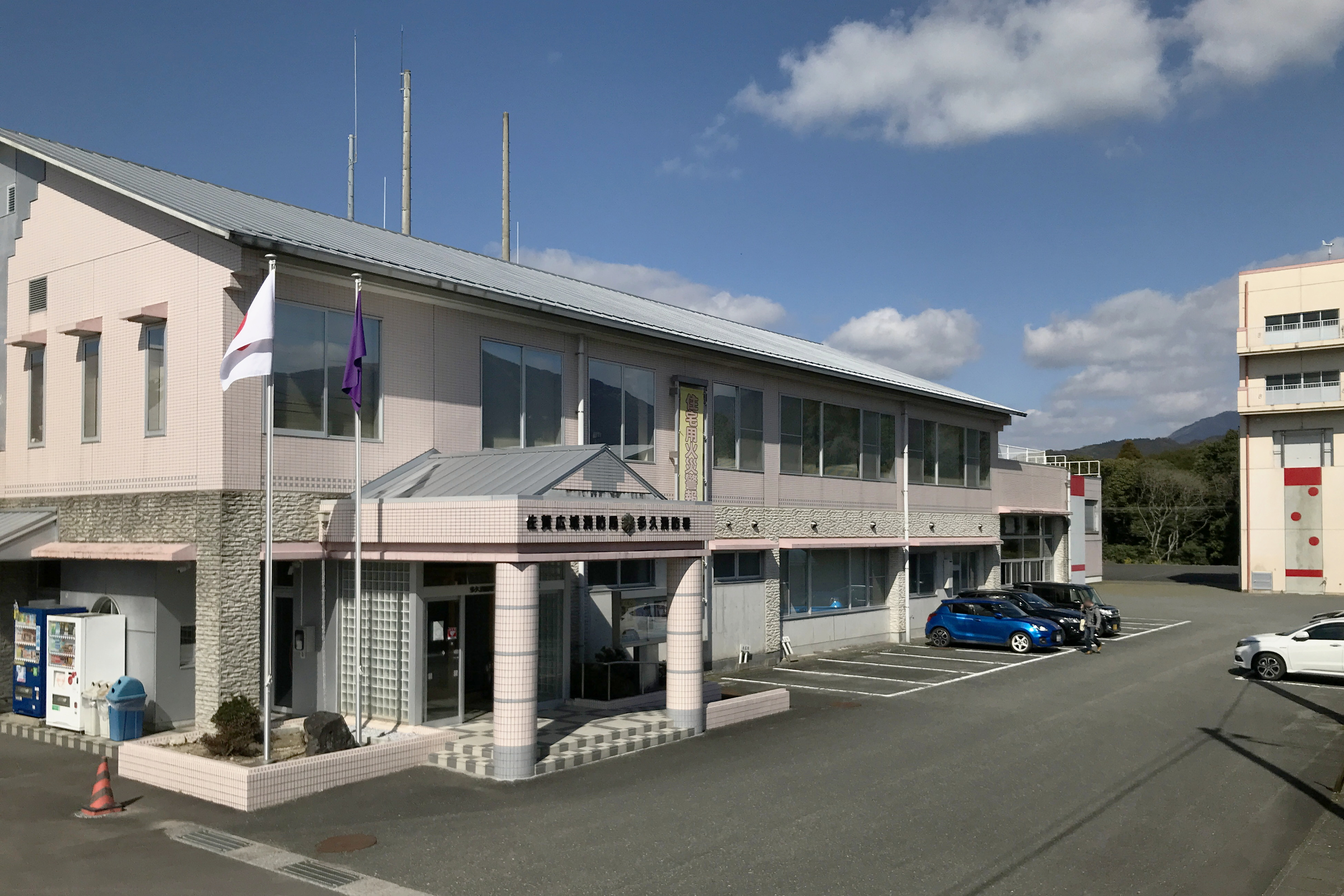
多久消防署

- 1963年（昭和38年）11月 - 多久市消防本部を開設
- 1965年（昭和40年）4月 - 多久市消防署を開設
- 1966年（昭和41年）1月 - 消防本部・消防署庁舎が完成
- 1970年（昭和45年）
  - 3月 - 救急車を配備
  - 4月 - 救急業務を開始
- 1982年（昭和57年）11月 - 屈折はしご付消防車を配備
- 1983年（昭和58年）11月 - 化学消防車を配備
- 1994年（平成6年）3月 - 消防本部・消防署新庁舎が竣工
- 1995年（平成7年）3月 - 救助工作車を配備
- 1999年（平成11年）3月 - 高規格救急車を配備
- 2000年（平成12年）
  - 3月 - 佐賀市消防本部・多久市消防本部を廃止し、佐賀郡消防事務組合・小城地区消防事務組合を解散
  - 4月 - 佐賀地区広域市町村圏組合が消防事務を継承し、佐賀地区広域市町村圏組合佐賀広域消防局が発足

【旧佐賀郡消防本部】
- 1974年（昭和49年）
  - 3月 - 佐賀郡消防事務組合の設立が佐賀県知事より許可され、佐賀郡消防本部を開設。管轄は佐賀郡6町（諸富町、川副町、東与賀町、久保田町、大和町、富士町。全て現・佐賀市）。
  - 9月 - 南部消防署・北部消防署を仮庁舎で開設。救急車を北部消防署に配備。
  - 12月 - 救急車を南部消防署に配備
- 1975年（昭和50年）
  - 2月 - 消防本部・南部消防署庁舎が完成し移転
  - 3月 - 北部消防署庁舎が完成し移転
  - 11月 - 諸富出張所・久保田出張所・富士出張所を開設
- 1988年（昭和63年）3月 - 救助工作車を配備
- 1995年（平成7年）2月 - 初の高規格救急車を南部消防署に配備
- 2000年（平成12年）
  - 3月 - 佐賀市消防本部・多久市消防本部を廃止し、佐賀郡消防事務組合・小城地区消防事務組合を解散
  - 4月 - 佐賀地区広域市町村圏組合が消防事務を継承し、佐賀地区広域市町村圏組合佐賀広域消防局が発足

【旧小城地区消防本部】
- 1971年（昭和46年）
  - 10月 - 小城地区消防事務組合の設立が佐賀県知事より許可される。
  - 11月 - 小城地区消防本部・消防署を開設。管轄は小城郡4町（小城町、三日月町、牛津町、芦刈町。4町とも現・小城市）。
- 1972年（昭和47年）
  - 4月 - 消防本部・消防署庁舎が完成。救急車を配備。
  - 5月 - 救急業務を開始
- 1977年（昭和52年）7月 - 救助船を配備
- 1988年（昭和63年）9月 - 救助工作車を配備
- 1996年（平成8年）12月 - 高規格救急車を配備
- 2000年（平成12年）
  - 3月 - 佐賀市消防本部・多久市消防本部を廃止し、佐賀郡消防事務組合・小城地区消防事務組合を解散
  - 4月 - 佐賀地区広域市町村圏組合が消防事務を継承し、佐賀地区広域市町村圏組合佐賀広域消防局が発足

【旧神埼地区消防本部】
- 1969年（昭和44年）

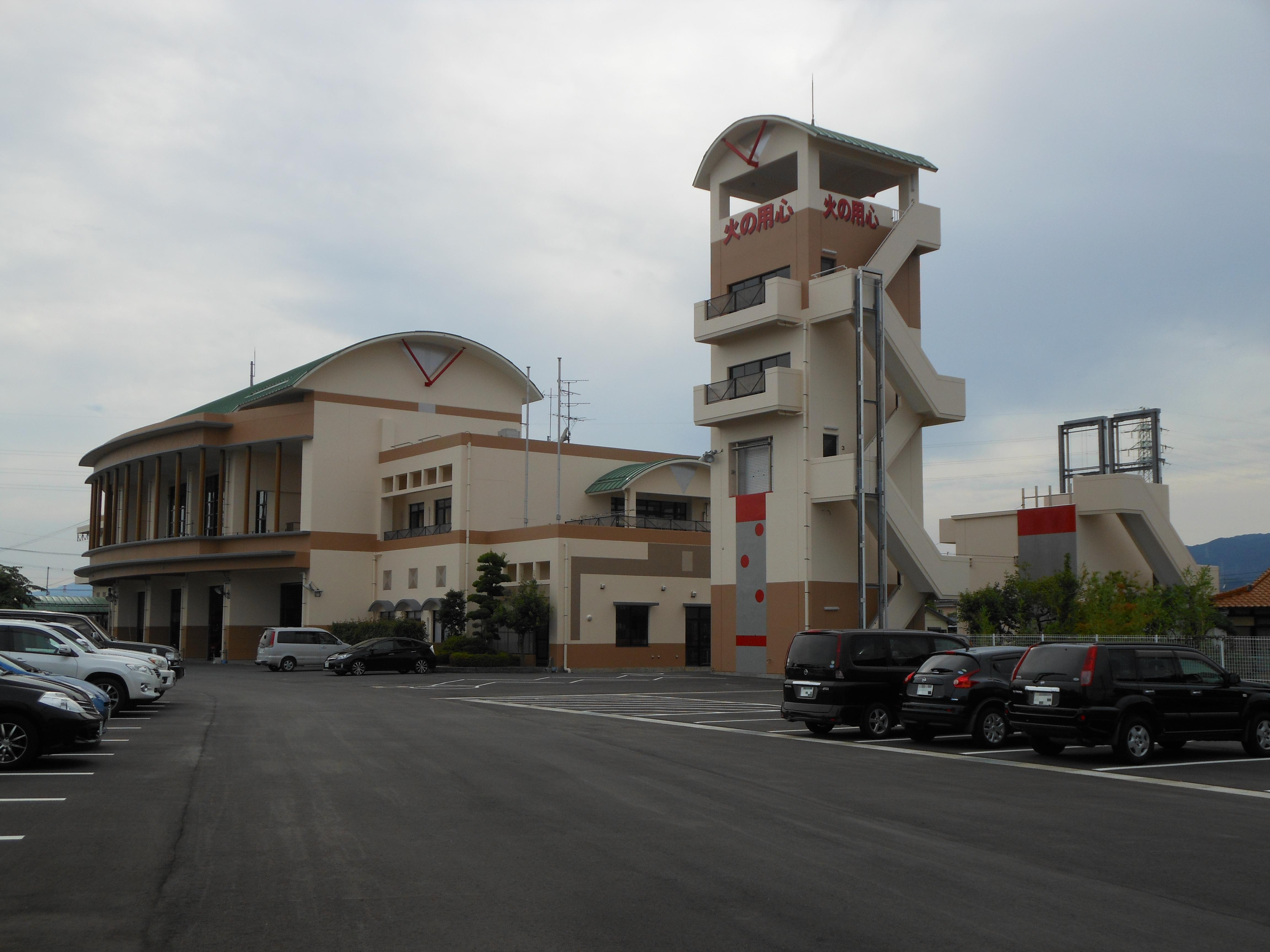
神埼消防署

  - 10月 - 神埼地区消防事務組合の設立が佐賀県知事より許可される。当初の管轄は神埼町（現・神埼市）、千代田町（現・神埼市）、三田川町（現・吉野ヶ里町）、東脊振村（現・吉野ヶ里町）の4町村。
  - 11月 - 神埼地区消防本部・消防署を開設（旧・神埼警察署の庁舎を転用）、救急業務を開始し神埼消防署に救急車を配備。
- 1972年（昭和47年）
  - 3月 - 脊振村（現・神埼市）、三瀬村（現・佐賀市）が加入。
  - 12月 - 三脊出張所を開設
- 1974年（昭和49年）4月 - 千代田出張所を開設
- 1980年（昭和55年）10月 - 東部出張所を開設
- 1991年（平成3年）3月 - 救助工作車を配備
- 1994年（平成6年）12月 - 千代田出張所を廃止
- 1996年（平成8年）1月 - 高規格救急車を配備
- 2005年（平成17年）2月 - 林野火災工作車を配備
- 2013年（平成25年）3月 - 神埼地区消防事務組合を解散
- 2013年（平成25年）4月 - 佐賀中部広域連合佐賀広域消防局へ統合

### 組織
- 消防局－総務課、予防課、消防課、通信指令室
- 消防署－庶務1課・庶務2課、予防指導1課・予防指導2課、警防1課・警防2課、救急1課・救急2課

### 主力機械
2021年（令和3年）4月1日現在
- 普通消防ポンプ自動車：14
- 水槽付消防ポンプ自動車：9
- 救助ポンプ車：4
- はしご付消防自動車：3
- 化学消防自動車：2
- 高規格救急自動車：19
- 救助工作車：3
- 水難救助車：1
- 指揮隊車：2
- 指令車：5
- 機動連絡車：1
- 災害支援車：2
- 査察車：2
- 資機材搬送車：7
- 林野火災工作車：2
- 人員輸送車：8
- 連絡車（普）：3
- 連絡車（軽）：18
- 燃料補給車：1
- 特殊車両：2

### 消防署
| 名称・管轄 | 名称・管轄     | 読み         | 住所                                                                |
| ---------- | -------------- | ------------ | ------------------------------------------------------------------- |
| 佐賀消防署 | 佐賀消防署     | さが         | 佐賀市兵庫北3丁目5-1 北緯33度16分8秒 東経130度18分10秒              |
| ├          | 西分署         | にし         | 佐賀市鍋島町大字八戸1357-1 北緯33度15分23秒 東経130度16分22秒       |
| ├          | 東分署         | ひがし       | 佐賀市北川副町大字光法1137 北緯33度14分21秒 東経130度20分0秒        |
| └          | 中央出張所     | ちゅうおう   | 佐賀市松原1-1-23 北緯33度15分4.5秒 東経130度17分51.5秒              |
| 多久消防署 | 多久消防署     | たく         | 多久市北多久町大字小侍22-1 北緯33度17分27秒 東経130度6分30.5秒      |
| └          | 多久南西出張所 | たくなんせい | 多久市多久町1776-30 北緯33度15分35秒 東経130度5分30秒               |
| 南部消防署 | 南部消防署     | なんぶ       | 佐賀市川副町大字鹿江1152-1 北緯33度11分53秒 東経130度18分40秒       |
| └          | 久保田出張所   | くぼた       | 佐賀市久保田町大字久富450-13 北緯33度13分11.5秒 東経130度14分46.5秒 |
| 北部消防署 | 北部消防署     | ほくぶ       | 佐賀市大和町大字東山田2739 北緯33度19分0.5秒 東経130度16分1秒       |
| └          | 富士出張所     | ふじ         | 佐賀市富士町大字畑瀬68-30 北緯33度23分38秒 東経130度12分52秒        |
| 小城消防署 | 小城消防署     | おぎ         | 小城市牛津町乙柳894-1 北緯33度15分32.5秒 東経130度12分11.5秒        |
| └          | 北分署         | きた         | 小城市小城町畑田2626-12 北緯33度17分34秒 東経130度11分30秒          |
| 神埼消防署 | 神埼消防署     | かんざき     | 神埼市神埼町枝ヶ里184-1 北緯33度18分29秒 東経130度22分9.5秒         |
| ├          | 三脊出張所     | みつせ       | 佐賀市三瀬村藤原2941-14 北緯33度24分23秒 東経130度17分32秒          |
| └          | 吉野ヶ里出張所 | よしのがり   | 神埼郡吉野ヶ里町石動2792-4 北緯33度21分12秒 東経130度23分59.5秒     |

## 不祥事
- 2016年8月31日 - 佐賀消防署予防指導課の男性消防副士長（44歳）がマンションや貸店舗、駐車場など計12件を佐賀市内外に所有しており、約7千万円の賃貸収入を得ていた。消防局は2016年1月、7月19日までに人事院規則に沿って、個人名義の物件を、5棟10室、駐車台数10台未満、賃貸収入500万円以下に縮小するよう命令していたが、期限を過ぎても男性消防副士長は命令に従って改善しなかった。聞き取り調査に対し男性消防副士長は、「損をしてまで売るつもりはない」「兼業を禁じるのは時代に合っていない」などと話した。消防局は、8月31日、兼業を原則禁じる地方公務員法に違反し、改善命令にも従わなかったとして男性消防副士長を懲戒免職処分とした。消防局長は「法を守り、住民の模範となるべき公務員が不祥事を起こし、誠に申し訳ない。一日も早く市民の皆さまの信頼を回復できるよう、高い倫理観を持って職務に専念していく」と謝罪した[1]。